# مونستر هنتر: ورلد
صياد الوحوش (بالإنجليزية: Monster Hunter: World)‏ (باليابانية: モンスターハンター：ワールド)، هي لعبة فيديو إلكترونية صدرت اللعبة يوم 28 يناير 2018، وهي من تطوير ونشر شركة كابكوم اليابانية، حيث تم عرض الفيديو في معرض إي 3 سنة 2017م بالولايات المتحدة الأمريكية. أعلنت كابكوم عن توفر اللغة العربية في نسخة الشرق الأوسط.

## المبيعات
في مايو عام 2021 ، اعلنت شركة كابكوم انه لعبة قد تخطت 17 مليون نسخة عالميًا، كما انها من الالعاب الأعلى مبيعا في اليابان.

## روابط خارجية
- مونستر هنتر: ورلد على موقع IMDb (الإنجليزية)